# Biblioteca Almirante General Lobo
La Biblioteca Almirante General Lobo es una biblioteca situada en el ala derecha del Edificio del Ayuntamiento de San Fernando (provincia de Cádiz, España). Alberga una buena y antigua colección de libros donados por el contralmirante Miguel Lobo y Malagamba, hijo ilustre de la ciudad que otrora se llamara Isla de León. Pese a que es una biblioteca pública, tan solo se permite que sea utilizada por personas autorizadas, por la antigüedad y valor de las obras.

## Fondo
En esta biblioteca se encuentran más de 6000 piezas entre obras y volúmenes (que ha sido ampliado con las años), algunos de valor incalculable, caso de un Atlas Geográfico fechado en 1666 y del primer Diccionario de la Lengua Castellana...[cita requerida]
También se encuentra el escudo de armas y un busto de mármol blanco del Almirante Lobo.

### Obras más antiguas
- «Anquitatum Romanorum», de Dionisio de Halicarnaso (Basilea, 1549)
- «De Arte Gimnastica. Libri Sex», de Geronimo Mercuralis (Venecia, 1569)